# Жаровский, Фроим Гершкович
Фроим Гершкович (Ефим Григорьевич) Жаровский (15 января 1905, Виров Наровлянского района Гомельской области — 25 декабря 1970, Киев) — советский химик. Доктор химических наук (1966), профессор (1968). Лауреат Государственной премии УССР (1973, посмертно).

## Биография
У 1930 окончил Киевский химико-технологический институт, где в дальнейшем работал. С 1934 с перерывами — работал в Киевском университете (с 1967 — профессор кафедры аналитической химии).
Скончался 25 декабря 1970 года в Киеве. В «Украинском химическом журнале» за 1971 год вышел некролог. Через три года после смерти получил Государственную премию УССР.

## Научные работы
Автор 70 научных работ, среди них:
- «Дробное открытие ионов родона екстрагированием» // УХЖ. 1956. № 22;
- «Відкриття алюмінію алізарином за допомогою екстрагування» // Хім. зб. Київ. ун-ту. 1957. № 8;
- «Аналітична хімія. Кількісний аналіз»: Учебник для пед. институтов и нехим. факультетов университета. К., 1962 (соавтор.);
- «Екстракция титана и циркония при их совместном присутствии из сернокислых растворов» // УХЖ. 1966. № 7 (соавтор.);
- «Аналітична хімія». К., 1969; 1982 (соавтор.).